# Adam Joachim Kulczycki
Adam Joachim Kulczycki (ur. 2 października 1809 w Puławach, zm. 11 czerwca 1882 na wyspie Tahiti, Oceania) – polski inżynier, kartograf i astronom, podróżnik; uczestnik powstania listopadowego, emigrant, urzędnik francuski na wyspach Oceanii.

## Życiorys
Prawdopodobnie nauki początkowe pobierał i szkołę średnią ukończył w Puławach, a następnie studiował w Warszawie w Szkole Artylerii. Uczestniczył w powstaniu listopadowym w stopniu podporucznika w 7. kompanii artylerii pozycyjnej. We wrześniu 1831 za wybitne męstwo odznaczony został Krzyżem Złotym Orderu Virtuti Militari.
Po powstaniu przebywał na emigracji we Francji. W 1836 został zaangażowany przez rząd brazylijski do prac inżynierskich. Po dwóch latach powrócił do Francji. Wrażenia i spostrzeżenia z pobytu w Brazylii opublikował w paryskiej „Kronice Emigracji Polskiej” (1838). W 1843 r. wstąpił (wraz z inż. Aleksandrem Zakrzewskim – kartografem) do francuskiej służby kolonialnej. Obydwaj udali się w tym roku statkiem w długotrwałą podróż na wyspę Tahiti, która dwa lata wcześniej objęta została protektoratem Francji. W 1844 r. brał udział w wyprawie, która rozciągnęła protektorat Francji na archipelag Markizów. W okresie pobytu na Tahiti zajmował się pracami kartograficznymi i hydrograficznymi oraz prowadził obserwacje (pomiary) astronomiczne. W stolicy wyspy – Papeete urządził obserwatorium astronomiczne (przy ulicy nazwanej przez niego rue de la Petite Pologne). Na podstawie własnych obserwacji określił położenie różnych wysp archipelagu Towarzystwa. Opublikował pracę na ten temat w paryskim czasopiśmie „Annales Hydrographiques” (1857). Znane są również dwie mapy wysp Tahiti, autorstwa Kulczyckiego, wydane w Paryżu (1859 i 1862). Podobno w archiwach dawnego francuskiego Ministerstwa Marynarki znajduje się kilka innych map wykonanych przez Kulczyckiego, niewydanych drukiem. Na Tahiti przebywał Kulczycki do 1858 r. W końcowych latach był kierownikiem urzędu do spraw ludności tubylczej. W okresie pobytu na Tahiti, na zlecenie Akademii Nauk w Paryżu, odwiedził i prawdopodobnie opracował kartograficzne wyspę Efate (Vaté) w archipelagu Nowe Hebrydy.
W 1859 r. przeniósł się na wyspę Nowa Kaledonia (zaanektowaną 6 lat wcześniej przez Francję) i zamieszkał w jej stolicy – Numea. Objął tu kierownictwo spraw wewnętrznych tej kolonii. W r. 1865 przeszedł na emeryturę, powrócił na Tahiti, gdzie zmarł 11 czerwca 1882 r.
W czasach cesarstwa odznaczony został Legią Honorową.